# Lakhiaita
Lakhiaita (arabiska: الخيايطة) var till 2008 en landskommun i Marocko. Den låg i den dåvarande provinsen Settat och den dåvarande regionen Chaouia-Ouardigha, 110 km sydväst om huvudstaden Rabat. Antalet invånare var 17 538 vid folkräkningen 2004.